# Jaroslav Pindor
Jaroslav Pindor (* 21. června 1948) je český fotbalový trenér a bývalý druholigový fotbalista.

## Hráčská kariéra
Během hráčské kariéry nastupoval za VŽKG Ostrava (Vítkovice) ve druhé lize.

## Trenérská kariéra
V československé lize byl ve Vítkovicích asistentem trenérů Oldřicha Sedláčka (v ročníku 1988/89), Karla Brücknera (1989/90) a Aloise Sommera (1990/91 a na podzim 1991).
V nižších soutěžích vedl jako hlavní trenér Třinec, Opavu a Vítkovice (naposled ve druhé lize na podzim 2005). Byl také asistentem Jaroslava Gürtlera v Opavě a Martina Pulpita ve Vítkovicích.
Ve Vítkovicích byl dlouhá léta také mládežnickým trenérem, působil i jako vedoucí A-mužstva ve II. lize.